# 狼人殺
狼人殺，衍生自俄羅斯的《殺手》遊戲及米勒山谷狼人紙牌遊戲的推理桌面遊戲，一般需要6至12位玩家。狼人殺桌面遊戲是2010年由北京大魔王桌遊俱樂部出版發行，現時由狼人殺（海南）文化傳媒有限公司出版發行。

## 基本玩法
一局遊戲一般需要6至12位玩家以及1位主持人（一般稱為上帝或法官）。遊戲在「黑夜」和「白天」兩個階段的交替中進行。主持人負責分發角色身分、處理玩家的角色技能以及階段的交替。
每一位玩家會在遊戲開始前獲分發一位角色。遊戲角色主要分為兩個對立的陣營：「好人」陣營和「狼人」陣營。好人陣營中有幾位的平民和神職人物，他們不知道互相的身份，並需要利用神職人物的能力及透過玩家的語言和表情去分辨村落中的好人和壞人，以投票放逐及使用角色技能等方式將狼人淘汰以獲取勝利。狼人陣營人數較少，混在好人陣營中混淆視聽；他們每天黑夜可以互相見面共同殺害一名玩家。狼人陣營需要淘汰所有平民或神職人員以獲取勝利。部分局式中可能出現「第三方」陣營，第三方陣營玩家需要達致某一條件以獲取勝利。需注意，若「好人」陣營中四位神職人物在第一天白日同時淘汰，則好人陣營直接獲勝。
每天黑夜完結後，進入白天階段，所有存活玩家輪流發言，並在所有人發言完畢後投票放逐一名玩家。
其玩法有很多，特殊玩法依照各游戏场景有不同。

## 遊戲角色
狼人殺的遊戲角色主要建基於米勒山谷狼人遊戲角色並加以更動。隨著遊戲的發展，狼人殺加入越來越多的遊戲角色，使遊戲更為有趣。

### 常見角色
| 角色     | 描述及技能 |
| -------- | --- |
| 警長     | 警長角色會在首夜公布前一夜死訊前進行競選，參與競選的玩家輪流發言，再由沒有競選警長的玩家投票選出警長。警長可以在往後的白天安排發言順序（警左/右：從警長左/右一位玩家順/逆時針發言），並獲得歸票權利。放逐公投中，警長的投票視為1.5票（部分版本作2票）。警長以任何方式被淘汰均可以選擇移交或撕毀警徽。 |
| 好人陣營 | |
| 平民     | 又稱「村民」。沒有特殊技能，黑夜階段全程閉眼，透過白天階段所得資訊投票放逐疑似狼人的玩家。 |
| 預言家   | 神職角色。每晚可以查驗一位存活玩家的所屬陣營，並在白天透過發言向好人報出資訊（好人為金水，狼人為查殺）。 |
| 女巫     | 神職角色。擁有一瓶解藥和一瓶毒藥。解藥未使用時可以得知狼人的殺害對象，並決定是否救這一位玩家（被救玩家為銀水）。然而，解藥全程不能用於解救自己（部分版本首夜能自救，部分版本能隨時自救）。女巫也可以利用白天所得資訊，將懷疑的對象毒殺，該對象死後不能發動技能。解藥和毒藥不可以在同一夜使用。        |
| 獵人     | 神職角色。除殉情或被毒殺外，以任何其他方式被淘汰時可以公布角色牌發動技能開槍帶走一位玩家，亦可以選擇壓槍不發動技能。 |
| 白痴     | 神職角色（部分局式屬於平民角色）。白痴若白天放逐公投中被投出，需公布角色牌以免疫該次放逐，但在之後的放逐公投中失去投票權利。 |
| 守衛     | 神職角色。每晚可以選擇守護一名玩家免受狼人殺害，並可以選擇守護自己或不進行守護，不可連續兩晚守護同一名玩家。若一名玩家被狼人殺害，守衛和女巫同時對其守護和使用解藥（同守同救），該名玩家依然會死亡（奶穿）。守衛的守護不能擋掉女巫的毒藥。                                                            |
| 騎士     | 神職角色。白天放逐公投之前可以隨時公布身分並選擇一位玩家進行決鬥。與狼人決鬥則狼人死亡並直接進入黑夜，與騎士決鬥而死的狼王或狼美人不能啟動技能；騎士與好人決鬥則以死謝罪，白天討論繼續。 |
| 狼人陣營 | |
| 狼人     | 黑夜可以睜眼與隊友見面並討論戰術與選擇殺害對象。狼人可以選擇當夜不殺害任何玩家（空刀）或自殺（自刀）。白天混入村落中混淆好人。狼人可以在白天任何時候選擇公布角色牌自我淘汰（自爆）強制進入黑夜階段，並在黑夜階段結束時離場。                                                                          |
| 狼王     | 又稱「狼槍」、「毒狼」。除被技能影響外，以任何其他方式被淘汰時可以發動技能帶走任何一位玩家。狼王在場時，獵人和狼王淘汰啟動技能均不公布角色牌。部分局式中，狼王自爆不能發動技能，可稱為「黑狼王」。 |
| 白狼王   | 又稱「狼騎」。白天任何階段自爆可以發動技能帶走任何一位玩家，白狼王自爆發動技能後沒有遺言，被技能擊殺的玩家也沒有遺言。 |
| 狼美人   | 每夜與狼人殺人後，單獨睜眼選擇魅惑一名玩家。狼美人以任何方式出局時，上一夜被魅惑的玩家隨之殉情，並不能發動技能。在大部分的局式中，狼美人不能自刀或者自爆。被狼美人魅惑而殉情的玩家比狼美人先死亡。 |
| 雪狼     | 為隱狼角色的變體。雪狼晚上與狼人一起睜眼殺人。預言家、馴熊人、守墓人均不能認定其為狼人，但騎士與雪狼決鬥則雪狼死亡。 |
| 石像鬼   | 與狼人夜裡不見面，每晚可查驗一位玩家的真實身分，當其他狼隊友皆死亡時，石像鬼可繼承刀權。石像鬼不可自爆，但其他隊友可以殺死石像鬼。 |
| 惡靈騎士 | 進狼坑，不能在晚上死亡，有一次性反傷技能，如被神職指定，該神職死亡。惡靈騎士不能自刀或自爆。 |
| 隐狼     | 每天晚上不和狼人睁眼，狼人也不知道，预言家查验的话查验结果为好人，如果所有狼人出局转变成普通狼人。 |

## 常見遊戲配置
狼人殺的遊戲配置一般稱為「局式」或「板子」，是指遊戲角色的搭配。狼人殺可以讓少至六人，多至十八人甚至更多的玩家同時參與遊戲，遊戲人數不同時，角色類型的搭配也會有所調整。由於常見的遊戲規則是屠邊規則，因此遊戲人數一般為三的倍數，讓狼人、神職和平民角色的人數均等。在各項坊間舉辦的狼人殺比賽中，一般採用十二人的遊戲配置。十人以上的板子可以設警長競選。

## 衍生综艺节目
- 《饭局的诱惑》，2016年中国大陆网络节目
- 狼人開電視，2020年香港開電視节目
- 《熊猫杀》（Panda Kill），中国大陆熊猫TV出品
- 《虎牙狼人杀》（GodLie），中国大陆虎牙直播出品

## 节目单元
- 台灣八大綜合台《娛樂百分百》節目「凹嗚狼人殺」單元
- 香港無綫電視《娛樂大家》節目的「狼人宮廷版」單元

## 衍生電影及電視劇
《夜幕降臨》2023年韓國劇集，12集，每集35分鐘。

## 衍生歌曲
- 《天黑請閉眼》、《天亮請睜眼》，2019年歌曲

## 外部連結
- 狼人杀史上最全板子列表 （页面存档备份，存于）
- Fandom上的狼人殺百科（本條目）